# Nemesis – Der Angriff
Nemesis – Der Angriff (Originaltitel: Threshold) ist eine US-amerikanische Science-Fiction- und Drama-Fernsehserie, die von Brannon Braga für das US-Fernsehnetzwerk CBS produziert wurde. Die Serie wurde ab September 2005 ausgestrahlt, die Produktion wurde bereits nach 13 Folgen eingestellt, von denen CBS nur neun ausstrahlte. Die Handlung dreht sich um ein geheimes Regierungsprojekt, das den Erstkontakt mit Außerirdischen untersucht. Das Szenario erinnert in Teilen an den Kinofilm Sphere – Die Macht aus dem All.
Die Serie wurde anfangs am Freitagabend ausgestrahlt und später auf Dienstag verschoben, weil man sich davon höhere Einschaltquoten erhoffte. Die Verschiebung schlug fehl und die Quoten der ersten Dienstagsausstrahlung (22. November 2005) brachen noch weiter ein. CBS stoppte daraufhin die Serie am 23. November 2005. Die restlichen Episoden wurden vom britischen Sender Sky One erstausgestrahlt.
Die deutschsprachige Erstausstrahlung der Serie erfolgte vom 3. März bis 10. Juni 2008 jeweils montags im Abendprogramm von ProSieben.

## Handlung
Am 16. September 2005 taucht eine außerirdische Sonde vor einem Frachter auf und sendet ein Hochfrequenzsignal aus. Ein Großteil der Besatzung stirbt dadurch. Die Überlebenden verändern sich und werden stärker und widerstandsfähiger. Sie sind von dem Impuls getrieben, weitere Menschen zu infizieren, indem sie zunächst das Aliensignal verwenden, später auch mit Hilfe manipulierter Nahrungsmittel. Um diese Bedrohung zu stoppen, wird die Organisation Threshold unter der Leitung von Dr. Molly Anne Caffrey ins Leben gerufen. Mit Hilfe von verschiedenen Spezialisten versucht sie, die Invasion zu stoppen.

## Episoden
| Episoden- nummer | Erstausstrahlung (101–109 US / 110–113 GB) & Titel   | Erstausstrahlung (Deutschland) & Titel | Undercover als                       |
| ---------------- | ---------------------------------------------------- | -------------------------------------- | ------------------------------------ |
| 1                | 16. September 2005 Trees Made of Glass (part 1 of 2) | 3. März 2008 Bäume aus Glas (1)        |                                      |
| 2                | 16. September 2005 Trees Made of Glass (part 2 of 2) | 10. März 2008 Bäume aus Glas (2)       |                                      |
| 3                | 23. September 2005 Blood of the Children             | 17. März 2008 Von Ratten und Menschen  | U.S. Marshals                        |
| 4                | 30. September 2005 The Burning                       | 31. März 2008 Der Brand                |                                      |
| 5                | 7. Oktober 2005 Pulse                                | 7. April 2008 Listen to the Music      | DEA Agenten                          |
| 6                | 14. Oktober 2005 Shock                               | 14. April 2008 Chips                   | Homeland Security (DHS)              |
| 7                | 21. Oktober 2005 The Order                           | 21. April 2008 Der Befehl              | CDC                                  |
| 8                | 4. November 2005 Revelations                         | 28. April 2008 Die Offenbarung         | Zeitschriftenverleger                |
| 9                | 22. November 2005 Progeny                            | 5. Mai 2008 Kinderglück                | DHS, FBI, CDC, Copy-Shop-Angestellte |
| 10               | 11. Januar 2006 The Crossing                         | 19. Mai 2008 Letzte Tage als Mensch    |                                      |
| 11               | 18. Januar 2006 Outbreak                             | 26. Mai 2008 Frankensteins Gärtner     |                                      |
| 12               | 25. Januar 2006 Vigilante                            | 2. Juni 2008 Der Arzt                  | FBI                                  |
| 13               | 1. Februar 2006 Alienville                           | 10. Juni 2008 Alienville               | Verheiratetes Paar                   |